# Raden Saleh (cràter)
Raden Saleh és un cràter d'impacte en el planeta Mercuri de 23 km de diàmetre. Porta el nom del pintor javanès Raden Saleh (1807-1880), i el seu nom va ser aprovat per la Unió Astronòmica Internacional el 2008.